# Chidong, Guangdong
Chidong (kinesiska: 池垌) är en köping i sydöstra Kina. Den ligger i Xinyi i staden Maoming i provinsen Guangdong, omkring 250 kilometer väster om provinshuvudstaden Guangzhou. Antalet invånare är 48 955. Befolkningen består av 24 473 kvinnor och 24 482 män. Barn under 15 år utgör 30 %, vuxna 15-64 år 58 %, och äldre över 65 år 11,0 %.